# Middellandse Zeeregio
De Middellandse Zeeregio (Akdeniz Bölgesi) is een regio in het zuiden van Turkije. De regio grenst in het zuiden aan de Middellandse Zee, waarnaar de regio genoemd is. De regio beslaat circa 15% van Turkije.

## Overzicht van de provincies in de Middellandse Zeeregio
| Detailkaart                            |
| -------------------------------------- |
|                                        |
| Provincies in de Middellandse Zeeregio |

| Provincie | Provincie     | Inwoners  | Oppervlakte | Hoofdplaats   | Inwoners  |
| --------- | ------------- | --------- | ----------- | ------------- | --------- |
|           | Adana         | 2.274.106 | 14.256 km²  | Adana         | 1.800.619 |
|           | Antalya       | 2.688.004 | 20.599 km²  | Antalya       | 1.344.000 |
|           | Burdur        | 273.799   | 7.238 km²   | Burdur        | 95.436    |
|           | Hatay         | 1.686.043 | 5.545 km²   | Antiochië     | 399.045   |
|           | Isparta       | 445.325   | 8.733 km²   | Isparta       | 247.580   |
|           | Kahramanmaraş | 1.177.436 | 14.213 km²  | Kahramanmaraş | 571.266   |
|           | Mersin        | 1.916.432 | 15.737 km²  | Mersin        | 1.040.507 |
|           | Osmaniye      | 559.405   | 3.189 km²   | Osmaniye      | 252.186   |

Centraal-Anatolië · Egeïsche Zeeregio · Marmararegio · Middellandse Zeeregio · Oost-Anatolië · Zuidoost-Anatolië · Zwarte Zeeregio